# Чеботарёв, Сергей Юрьевич
Сергей Юрьевич Чеботарёв (укр. Сергій Юрійович Чеботарьов; 26 марта 1991, Днепропетровск, УССР, СССР) — украинский футболист, полузащитник.

## Биография
Сергей родился 26 марта 1991 года в городе Днепропетровск. Начал заниматься футболом в 8 лет. Воспитанник ДЮСШ «Днепр» Днепропетровск (тренера — Стрижевский В. С. и Кныш В. М.), в 2007 году стал серебряным призёром Кубка Чёрное море по футболу памяти Анатолия Фёдоровича Зубрицкого. Выступал за дублирующие составы днепропетровского «Днепра» и «Кривбасса», а весеннюю часть сезона 2009/10 провёл в расположении клуба Первой лиги «Нефтяник-Укрнафта», но участия в официальных играх за ахтырский коллектив не принимал. Летом 2010 года пополнил ряды молодёжной команды ФК «Севастополь», в ноябре того же года был приглашён в студенческую сборную Украины. В январе принимал участие в Кубке Содружества, который проходил в Санкт-Петербурге.
Зимой 2011 года перешёл на правах полугодичной аренды в молдавскую «Искру-Сталь», вместе с другими одноклубниками из «Севастополя» — Сучу, Узбеком и Шугладзе, а также с другим молдавским игроком, Николаем Минчевым из узбекского «Насафа». Главным тренером команды был севастополец — Валерий Чалый. В этом сезоне клуб впервые в своей истории выиграл Кубок Молдавии, в финале обыграв «Олимпию» из города Бельцы (2:1). В чемпионате Молдавии клуб занял 5 место. 14 июля 2011 года дебютировал в составе «Искра-Сталь» в Лиге Европы против хорватского клуба Вараждин.
В декабре 2011 года гол Сергея Чеботарёва в ворота «Шерифа» в Национальной Дивизии Молдовы (16 тур) по результатам голосования на футбольном портале «Молдавский футбол» был удостоен премии «Гран-При» (41,14 % голосов). С 2013 по 2014 год играл в команде «Славутич» (Черкассы), где постепенно Сергей стал лидером клуба. В мае 2014 года «Славутич» пробивается в полуфинал Кубка Украины, где встретился с чемпионом страны — донецким «Шахтёром», к тому же став первым, в истории украинского футбола, представителем второй лиги на этой стадии розыгрыша.
В январе 2016 года был приглашён на просмотр в грузинский «Зугдиди», который возглавил украинец Юрий Бакалов, под руководством которого он играл в «Славутиче». Вместе с Чеботарёвым в расположение клуба прибыли его соотечественники Евгений Коваленко и Николай Вечурко. Впоследствии Вечурко покинул команду, а двое других футболистов футболистов отправились с «Зугдиди» на сбор в Турцию, после чего заключили с командой контракты. По окончании сезона покинул клуб из за окончания срока контракта.
С июля 2016 года до его окончания выступал в клубе «Кафа», который выступает в Премьер-лиге Крымского футбольного союза под эгидой УЕФА. 1 марта 2017 года подписал контракт с «Буковиной», в которой выступал до окончания 2016/2017 сезона. В начале февраля 2018 года стал игроком клуба «Худжанд», который являлся вице-чемпионом Таджикистана. Дебютировал 13 числа того же месяца в матче Кубка АФК 2018 против клуба «Ахал» (0:1). А в феврале следующего года подписал контракт с клубом «Верес» (Ровно), однако уже через 3 дня спустя контракт был расторгнут — причиной стало то, что Сергей играл за крымскую команду.
Играть в чемпионате Крыма – это не плохо и не хорошо. УЕФА сделала специальный статус для Крыма в футболе, чемпионат Крыма по футболу не имеет отношения к России, что бы кто ни говорил. Если есть сомнения – обратитесь в УЕФА, там есть вся информация. Я не нарушал закон, а просто играю в футбол, а смешивать его с политикой или нет – каждый выбирает сам для себя. На данный момент нет никакого закона, который запрещает играть в чемпионате Украины после ЧК, повторюсь, потому что УЕФА присвоил Крыму специальный статус. Поэтому на данный момент это имеет только политический характер. По нормам ФИФА, футбол вне политики, а тут получается только политический характер в этой истории. А отношение ко всей ситуации с войной в Украине у меня негативное – и Крым, и Донбасс были и должны оставаться Украиной, я надеюсь, что скоро все вернется на свои места.

## Достижения
- Обладатель Кубка Молдавии (1): 2010/11
- Полуфиналист Кубка Украины (1): 2013/14